# Frayeurs (nouvelle)
Pour les articles homonymes, voir Frayeur (homonymie).
Frayeurs (en russe : Страхи, Strachi) est une nouvelle d’Anton Tchekhov, publiée en 1886.

## Historique
Frayeurs, récit d'un estivant est initialement publiée dans la revue russe Le Journal de Pétersbourg, numéro 162, du 16 juin 1886. Le texte est signé A.Tchékhonté.

## Résumé
Un homme raconte les frayeurs qu’il a connues dans le passé : une lueur brillante dans un clocher, un wagon qui s’est détaché d’un train et qui passe sur une voie ferrée la nuit, un chien de race terre-neuve égaré qu'il croise le soir au retour de la chasse.

## Édition française
- Frayeurs, traduit par Madeleine Durand et Édouard Parayre, révision de Lily Dennis, Bibliothèque de la Pléiade, éditions Gallimard, 1967  (ISBN 978 2 07 0105 49 6).